# Бібіков Павло Никонович
Павло Никонович Бібіков (27 грудня 1903 року, Криничне, Охтирський повіт, Харківська губернія, нині Тростянецький район, Сумська область — 18 березня 1985 року, Ленінград) — радянський військовий діяч, генерал-майор (20 квітня 1945 року).

## Походження
Павло Никонович Бібіков народився 27 грудня 1903 року в селі Криничне нині Тростянецького району Сумської області. Українець.

## Військова служба

### Довоєнний час
У вересні 1920 року був призваний до лав Червоної армії і направлений червоноармійцем до 4-ї Туркестанської бригади (Туркестанський фронт).
У листопаді 1921 року був направлений на навчання на піхотні командні курси, дислоковані в Ашхабаді, після закінчення яких у червні 1923 року був направлений до 11-го стрілецького полку (4-я стрілецька дивізія), де служив на посадах командира відділення, взводу та роти. З травня по липень 1925 року брав участь у бойових діях проти басмачів на території Східної Бухари. У серпні 1925 року був направлений на навчання до Київської об'єднаної військової школи, після закінчення якої з серпня 1927 року служив на посадах командира взводу і роти у складі 241-го стрілецького полку (81-я стрілецька дивізія).
У червні 1930 року був направлений на навчання у Військову академію імені М. В. Фрунзе, після закінчення якої у травні 1933 року був призначений на посаду помічника начальника 1-го відділу штабу 24-ї стрілецької дивізії (Уральський військовий округ), а в квітні 1934 року — на посаду начальника 1-го відділу штабу 70-ї стрілецької дивізії (19-й стрілецький корпус, Ленінградський військовий округ). У жовтні 1937 року — на посаду начальника 1-го відділу штабу 19-го стрілецького корпусу, а в квітні 1938 року — на посаду секретаря заступника наркома оборони СРСР, а в січні 1939 року — на посаду заступника начальника і начальника 1-го відділу Керуючого справами при НКО СРСР.

### Радянсько-німецька війна
З початком війни перебував на колишній посаді.
У жовтні 1941 року був призначений на посаду начальника штабу 53-ї стрілецької дивізії, яка брала участь в оборонних бойових діях на північний захід від Серпухова, у контрнаступі під Москвою, а потім у наступі на малоярославецькому і юхновському напрямках.
У квітні 1942 року був призначений на посаду начальника штабу 5-го гвардійського стрілецького корпусу, який брав участь в оборонних і наступальних бойових діях в районі міст Сухиничі, Великі Луки, Духовщина, Вітебськ. В період з 7 по 18 серпня 1943 року виконував обов'язки командира корпусу і 31 серпня повернувся на посаду начальника штабу корпусу.
У березні 1944 року був призначений на посаду командира 19-ї гвардійської стрілецької дивізії, яка брала участь у бойових діях у ході Вітебсько-Оршанської, Каунаської, Мемельської, Інстербургсько-Кенігсбергзької і Кенігсберзької наступальних операцій.
Після закінчення війни дивізія на чолі Бібікова була передислокована Далекий Схід і під час радянсько-японської війни брала участь у бойових діях у ході Хінгано-Мукденської наступальної операції.
За вміле командування дивізією в боях з японськими військами генерал-майор Павло Никонович Бібіков був представлений до звання Героя Радянського Союзу, однак нагороджений орденом Червоного Прапора.

### Післявоєнна кар'єра
У вересні 1945 року був звільнений від займаної посади, після чого перебував у розпорядженні Головного управління кадрів НКО і в лютому 1946 року був направлений на навчання у військову академію ним. К. Е. Ворошилова, після закінчення якої з лютого 1948 року перебував у розпорядженні Управління зовнішніх зносин Генштабу Збройних сил СРСР і потім був призначений на посаду військового радника Болгарської народної армії, а в квітні 1951 року був призначений на посаду командира 10-го гвардійського стрілецького корпусу (Одеський військовий округ).
З липня 1953 року служив у Вищому військово-педагогічному інституті на посадах начальника кафедри загальної тактики і родів військ і кафедри військових дисциплін, а у серпні 1958 року був призначений на посаду начальника кафедри військових дисциплін Військово-медичної академії імені С. М. Кірова.
Генерал-майор Павло Никонович Бібіков у червні 1966 року вийшов у запас.
Помер 18 березня 1985 року в Ленінграді. Похований на Богословському кладовищі (Санкт-Петербург).

## Нагороди
- Орден Леніна;
- П'ять орденів Червоного Прапора;
- Орден Суворова 2-го ступеня;
- Орден Кутузова 2-го ступеня;
- Орден Вітчизняної війни 1 ступеня;
- Орден Червоної Зірки;
- Медалі.